# Casa de Italia (Caracas)
La Casa de Italia en Caracas es un edificio construido en los años cincuenta. Sirve a la comunidad italiana de la capital de Venezuela.

## Historia
La Casa de Italia fue originariamente creada en 1941 como centro para los italianos en Caracas, pero sucesivamente fue trasladada a un moderno edificio en los años en que fue presidente Perez Jimenez.
En efecto el edificio fue realizado en 1955 por el arquitecto italiano Domenico Filippone, en la zona céntrica de La Candelaria. Fue inaugurado en 1956, con la presencia del embajador de Italia, con el fin de ofrecer un lugar para la recreación de comunidades italianas y también regionales o extranjeras asentadas en la capital por los procesos migratorios europeos.

Dentro del ámbito privado, los mediados del siglo XX significaron una época de gran movilidad y ascenso social la cual devino en la promoción de conjuntos privados para la recreación tanto de la clase media profesional en auge, como de comunidades regionales o extranjeras que asentadas en la capital (Caracas) por los procesos migratorios dejaron importantes inserciones en los contextos de la periferia urbana en consolidación. Forman parte de este proceso....la "Casa Monagas" (1956) del Arquitecto José Miguel Galia, el "Club Táchira" (1956) del arquitecto Fruto Vivas, con la participación de Eduardo Torroja y E. Colmenares y la "Casa de Italia" (1956) del Arquitecto Doménico Filippone. En el último cuarto de siglo se erigen nuevas sedes para clubes sociales como la del "Club Italo-Venezolano de Caracas" (1971-1980) del arquitecto Antonio Pinzani.
Francisco Pérez Gallego

La estructura es una moderna construcción de diez pisos con decoraciones y murales externos de calidad. Tiene lateralmente un amplio salón-teatro/auditorio donde se presentaron espectáculos de orquestas internacionales: fue famoso, por ejemplo, el concierto de Renato Carosone en 1957. En este espacio se hicieron y todavía se celebran todo tipo de actividades culturales, teatrales, folclóricas, charlas, ponencias, talleres, presentaciones artísticas, presentaciones de libros, foros, ruedas de prensa, conciertos, y una variada gama de actividades institucionales.
La Casa de Italia tiene un espacioso restaurante italiano, famoso en los años sesenta por celebrar reuniones y ceremonias de italianos locales.
Actualmente, la principal comunidad de Italianos en Venezuela se encuentra en Caracas, que cuenta como principales puntos de congregación la Iglesia de Pompei, en la Alta Florida, la Casa de Italia con la Plaza Italia (especialmente en la segunda mitad del siglo XX) y también el Centro Italo-Venezolano.

## Características
Este magnífico edificio, diseñado en 1955 por el arquitecto Domenico Filippone, es uno de los pocos lugares públicos que aún conserva gran parte de su diseño interior original. 

En Caracas, el imponente edificio de la 'Casa de Italia' (1955-1958) representó un punto de referencia para el mundo de la cultura venezolana. La fachada ligeramente curvada, en el estilo "cortina mural", favoreció la creación de una plaza con una clara referencia a la arquitectura urbana de las ciudades italianas. En el interior se encuentran los mismos principios de fluidez y dinamismo de los espacios que siempre han caracterizado la investigación arquitectónica de Domenico Filippone.
Treccani

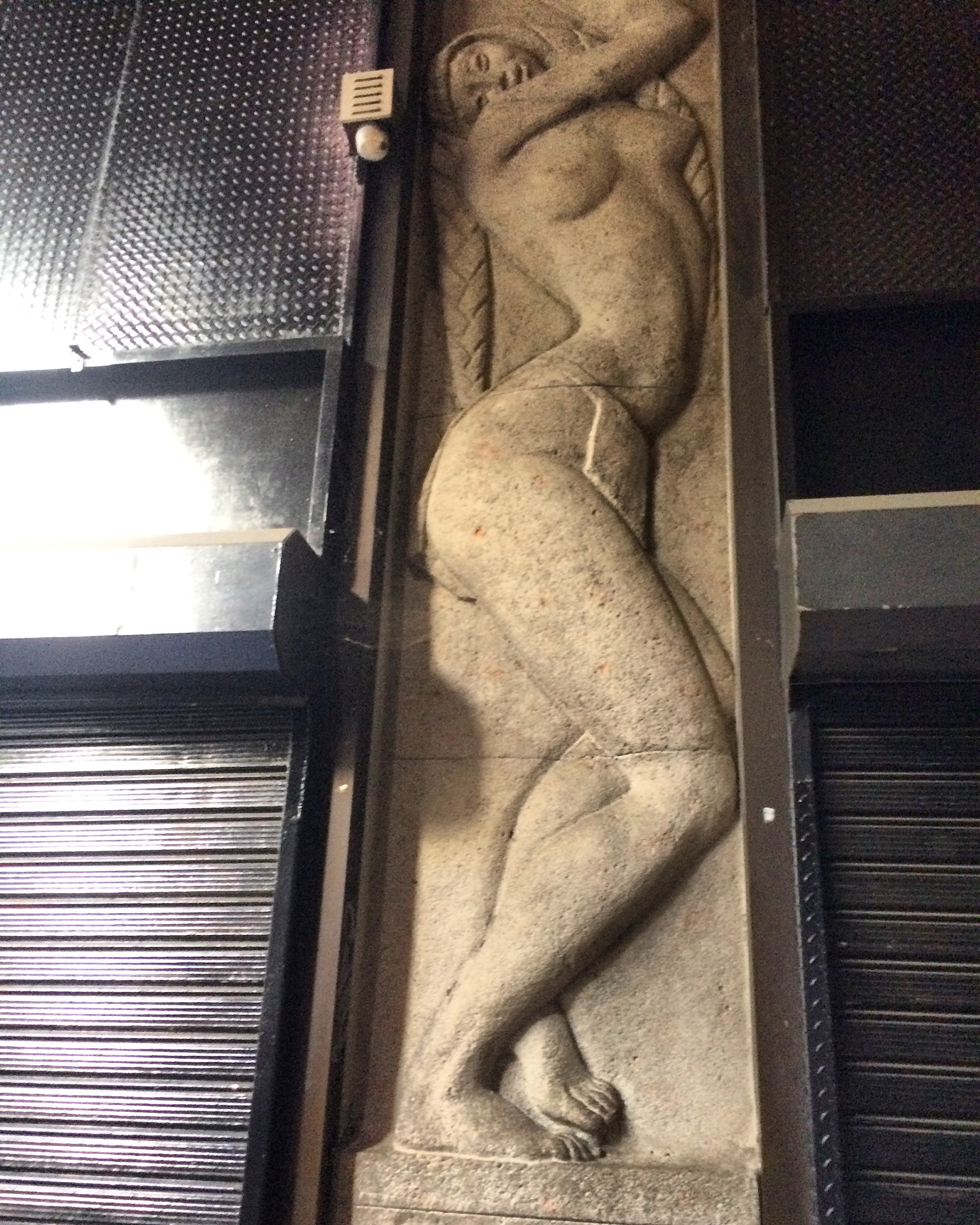
Mural con mujer india, imitado de los que aparecen en la "Casa de Italia" de La Candelaria.

Un lado del edificio está decorado con murales históricos realizados por Hugo Daini, relacionados al descubrimiento de Venezuela por parte del genovés Cristoforo Colombo y a su historia sucesiva. Una imitación de esos murales se pueden admirar en la Galería Bolívar de Sabana Grande, donde se aprecia un mural con una bella mujer india. 
El restaurante Casa de Italia (que se encuentra en el tercer piso), todavía deslumbra a sus clientes con su diseño, a pesar de algunas adiciones sucesivas. En particular, se destacan las lámparas de cristal extraordinarias diseñadas por Max Ingrand para la firma italiana "Fontana Arte", los paneles decorativos de la barra con los fondos de oro y los muebles de caoba elegante con detalles de bronce.